# 真紅の焔 真田忍法帳
『真紅の焔 真田忍法帳』（くれないのほむら さなだにんぽうちょう）は、オトメイトより2018年6月28日に発売されたPlayStation Vita用ゲームソフト。
2016年8月13日・14日に開催された「オトメイトパーティー2016」にて新作ゲームとして発表された。また、2017年9月2日・3日に開催された「オトメイトパーティー2017」にて2018年内に発売予定であると明らかになった。
2024年2月15日には、Nintendo Switch用ソフト『真紅の焔 真田忍法帳 for Nintendo Switch』が発売された。

## あらすじ
関ヶ原の戦から十四年、徳川幕府に対して豊臣家は大坂城を拠点に挙兵することを決意し、日本中の大名に豊臣家の味方に付くよう誘いをかけた。誰もが豊臣家の誘いを断る中で、その誘いを受けた者たちがいた。その一人である真田信繁は関ヶ原の戦で徳川家と戦い、現在は紀伊国九度山に蟄居にされていた。そんな信繁に仕える十人の忍こそ、真田十勇士と呼ばれる者たちだった。信繁は彼らと共に九度山を脱出し、大坂城を目指そうとする。

## 登場人物

### 主要人物
望月六実（もちづき むつみ）
※名前変更可能
本作の主人公。十六歳。真田忍の望月六郎の娘。
忍の里で戸沢白雲斎に師事する。師匠の命により真田信繁の大坂城入りのため信繁の元に仕えることになる。
真田信繁（さなだ のぶしげ）
声 - 諏訪部順一
先の関ヶ原の戦により石田三成に味方した罰として九度山に蟄居とされていた。そんな中、豊臣家の挙兵の話を聞き、豊臣家の味方に付くため九度山を脱出しようとする。
猿飛佐助（さるとび さすけ）
声 - 杉田智和
真田忍の一人。真田十勇士の中では最年少。
霧隠才蔵（きりがくれ さいぞう）
声 - 興津和幸
真田忍の一人。元伊賀忍で、真田信繁らに勝負を仕掛けたことが切っ掛けとなり、真田忍として籍を置いている。
筧十蔵（かけい じゅうぞう）
声 - 鈴村健一
真田信繁の従者・真田忍。元々信繁の小姓をしており、九度山に蟄居になった際にも信繁に付き従っている。
由利鎌之介（ゆり かまのすけ）
声 - 保志総一朗
真田忍の一人。真田家に押し掛けて部下になった経緯を持つ。

### その他の真田十勇士
三好青海入道（みよし せいかいにゅうどう）
声 - てらそままさき
三好兄弟の兄・坊主。過去に真田家に助けられた恩があり、蟄居になった信繁の役に立とうと信繁の元に押し掛けた。
三好伊佐入道（みよし いさにゅうどう）
声 - 小西克幸
三好兄弟の弟・坊主。真田家への恩を返そうと兄と共に信繁の元に押し掛けた。
穴山小助（あなやま こすけ）
声 - 小野友樹
元真田家家臣。炊事洗濯掃除をこなす有能な真田家のまとめ役。
海野六郎（うんの ろくろう）
声 - 新垣樽助
元真田家家臣。真田家家臣の頃から忍びとして働いている。
根津甚八（ねづ じんぱち）
声 - 竹内良太
元真田家家臣。信繁の蟄居の際に人数オーバーで信繁に付き従うことができなかった。信繁が豊臣家の挙兵に参加することを耳にし、信繁の元に駆け付ける。

### 裏柳生
白蓮（びゃくれん）
声 - 前野智昭
裏柳生の総帥。秘術により【鬼火】という集団を率いている。
毘沙門（びしゃもん）
声 - 小山剛志
鬼火の一人。
融仙院（ゆうぜんいん）
声 - 伊藤健太郎
鬼火の一人。
グラシア
声 - 井上喜久子
鬼火の一人。
鎮西八郎（ちんぜい　はちろう）
声 - 檜山修之
鬼火の一人。
安房守（あわのかみ）
声 - 宮澤正
鬼火の一人。
巌流（がんりゅう）
声 - 村上和也
鬼火の一人。

### その他の人物
真田信尹（さなだ のぶただ）
声 - 上田燿司
真田昌幸の弟で、真田信繁の叔父。
豊臣秀頼（とよとみ ひでより）
声 - 吉村和紘
豊臣秀吉の息子。

## 用語
裏柳生
徳川家の指南役をしている柳生家の裏組織。忍や秘術を用いて徳川家のために暗殺を行う。

## 主題歌
オープニングテーマ「FLAMING」
作詞 - テルジ ヨシザワ / 作曲・編曲 - 高橋浩一郎(onetrap) / 歌 - 佐々木李子
エンディングテーマ「ユメノアト」
作詞・作曲・編曲 - 佐々木久夫 / 歌 - 佐々木李子
挿入歌「今宵、永遠の誓いを」
作詞・作曲・編曲 - 佐々木久夫 / 歌 - 佐々木李子

## スタッフ
- 総監督 - 藤澤経清
- 原画 - 四季咲組